# Afera „Zalew”
Afera „Zalew” – ujawnione w 1971 sprzeczne z prawem PRL działania grupy funkcjonariuszy MSW.

## Opis
Od końca lat 60. do 1971 grupa rabunkowa funkcjonariuszy MSW PRL pod wodzą gen. Ryszarda Matejewskiego przeprowadziła na Zachodzie operację, polegającą na zdobyciu drogą nielegalną (nie wyłączając działań kryminalnych) dewiz i złota, które miały być później przeznaczone na rutynową działalność operacyjną wywiadu i kontrwywiadu MSW.
Pod osłoną „wykonywania czynności służbowych” grupa funkcjonariuszy MSW dokonywała przemytu dewiz, biżuterii i złota na własny użytek. W czasie śledztwa zarekwirowano kilkadziesiąt kilogramów złota oraz walutę wartości ok. 40 mln zł. Część walorów uzyskanych z przestępstw oficerowie MSW ukryli na swoich działkach rekreacyjnych nad Zalewem Zegrzyńskim (stąd sprawę legendowano nadając jej kryptonim „Zalew”). 
Ujawnienie tej afery związane było z walkami frakcyjnymi w samym MSW i rywalizacją pomiędzy wywiadem i kontrwywiadem  Departament I i Departament II i było elementem walki ekipy Edwarda Gierka ze starym układem w MSW. Po kilkutygodniowym śledztwie rozpoczęto na początku czerwca 1971 aresztowania; gen. Matejewski został aresztowany 13 czerwca (łącznie aresztowano 36 osób). 15 lutego 1972 Sąd Wojewódzki dla miasta stołecznego Warszawy skazał 9 osób na kary więzienia: 
- gen. Ryszard Matejewski – 12 lat pozbawienia wolności,
- Stanisław Smolnik (były wicedyrektor departamentu Ministerstwa Spraw Wewnętrznych) – 9 lat pozbawienia wolności
- płk Jan Kawala (były naczelnik wydziału w Komendzie Głównej Milicji Obywatelskiej) – 6 lat 6 miesięcy pozbawienia wolności
- Jan Fus (konduktor) – 5 lat i 6 miesięcy pozbawienia wolności
- płk Henryk Żmijewski (były zastępca dyrektora Zarządu Kontroli Ruchu Granicznego Ministerstwa Spraw Wewnętrznych) – 4 lata 6 miesięcy pozbawienia wolności
- Józef Budny (oficer Ministerstwa Spraw Wewnętrznych) – 3 lata i 6 miesięcy pozbawienia wolności
- Jerzy Milka (były naczelnik wydziału w Komendzie Głównej Milicji Obywatelskiej) – 3 lata i 6 miesięcy pozbawienia wolności
- płk. Zygmunt Grela (były członek Departamentu I Ministerstwa Spraw Wewnętrznych) – 2 lata i 6 miesięcy pozbawienia wolności
- Tadeusz Walczak (oficer Ministerstwa Spraw Wewnętrznych) – 2 lata i 6 miesięcy pozbawienia wolności

Skazano ich również na kary grzywny.
Odzyskano 82 kg złota, ponad 150 000 dolarów amerykańskich, 5 mln złotych; całość o wartości 40 mln złotych.